# Négyes
Négyes község Borsod-Abaúj-Zemplén vármegyében, a Mezőkövesdi járásban.

## Fekvése
A vármegye déli határszélén helyezkedik el, a megyeszékhely Miskolctól mintegy 55 kilométerre délre; szomszédainak egy része már Heves vármegyéhez tartozik. A közvetlenül határos települések közül Borsodivánka 4 km-re, Egerlövő 8 km-re, Tiszabábolna 8 km-re, Tiszavalk pedig 3 km-re található. A legközelebbi város Mezőkövesd, mintegy 19 kilométerre.

### Közlekedés
A község belterületén a Mezőkövesd-Ároktő között húzódó 3302-es út húzódik végig. Tömegközlekedéssel megközelíthető Mezőkövesd és Mezőcsát felől a Volánbusz 4010-es járatával.

## Nevének eredete
A község neve a négyes számra vezethető vissza. Négy határ, négy község (Borsodivánka, Szentistván, Tiszabábolna, Poroszló), tágabb értelemben négy vármegye (Borsod-Abaúj-Zemplén, Szolnok, Hajdú, Heves) találkozásánál fekszik. A legvalószínűbb néveredet szerint a falu a községi utak négyes elágazása után kapta a nevet.

## Története
A környék már az őskor óta lakott volt, ezt bizonyítják azok a bronzkori leletek, amelyek itteni régészeti ásatások során kerültek felszínre. A honfoglaló magyarok községet alapítottak itt a Tisza mellett, ennek első írásos említése 1331-ből ismert. A törökök felégették, ezután a terület sokáig pusztaság volt, s csak a török kiűzése után települt be újra. Lakói hosszú időn át leginkább állattenyésztésből és földművelésből éltek. A 16. századtól a település birtokosa a nemes négyesi Szepessy és tibolddaróci Daróczy család volt.

## Közélete

### Polgármesterei
- 1990–1994: Szentimrey Tamás Pálné (független)[3]
- 1994–1998: Szent-Imrey Tamásné (független)[4]
- 1998–2002: Szent-Imrey Tamásné (független)[5]
- 2002–2006: Farkas Andrásné (független)[6]
- 2006–2010: Farkas Andrásné (független)[7]
- 2010–2014: Farkas Andrásné (független)[8]
- 2014–2019: Hegedűs Eszter (független)[9]
- 2019–2024: Gálné Hegedűs Eszter (független)[10]
- 2024– : Gálné Hegedűs Eszter (független)[1]

## Népesség
A település népességének változása:
| Lakosok száma | 251  | 244  | 235  | 249  | 251  | 248  | 252  |
|               | 2013 | 2014 | 2015 | 2021 | 2022 | 2023 | 2024 |

A 2001-es népszámlálás adatai szerint a településnek csak magyar lakossága volt.
A 2011-es népszámlálás során a lakosok 96,8%-a magyarnak, 1,6% németnek, 0,4% örménynek mondta magát (3,2% nem nyilatkozott; a kettős identitások miatt a végösszeg nagyobb lehet 100%-nál). A vallási megoszlás a következő volt: római katolikus 63,7%, református 12%, evangélikus 1,2%, felekezeten kívüli 12,4% (10,8% nem válaszolt).
2022-ben a lakosság 96%-a vallotta magát magyarnak, 2% németnek, 0,4% cigánynak, 0,4% szlovénnek, 0,4% örménynek, 2% egyéb, nem hazai nemzetiségűnek (3,6% nem nyilatkozott; a kettős identitások miatt a végösszeg nagyobb lehet 100%-nál). Vallásuk szerint 34,3% volt római katolikus, 13,5% református, 2% görög katolikus, 1,2% egyéb keresztény, 0,8% evangélikus, 9,6% felekezeten kívüli (37,8% nem válaszolt).

## Nevezetességek
- Római katolikus temploma, mely 1908-ban épült
- Szepessy-kastély

## Testvértelepülés
- Voinsles, Franciaország (1993)[14]